# الحاسوب في التعليم

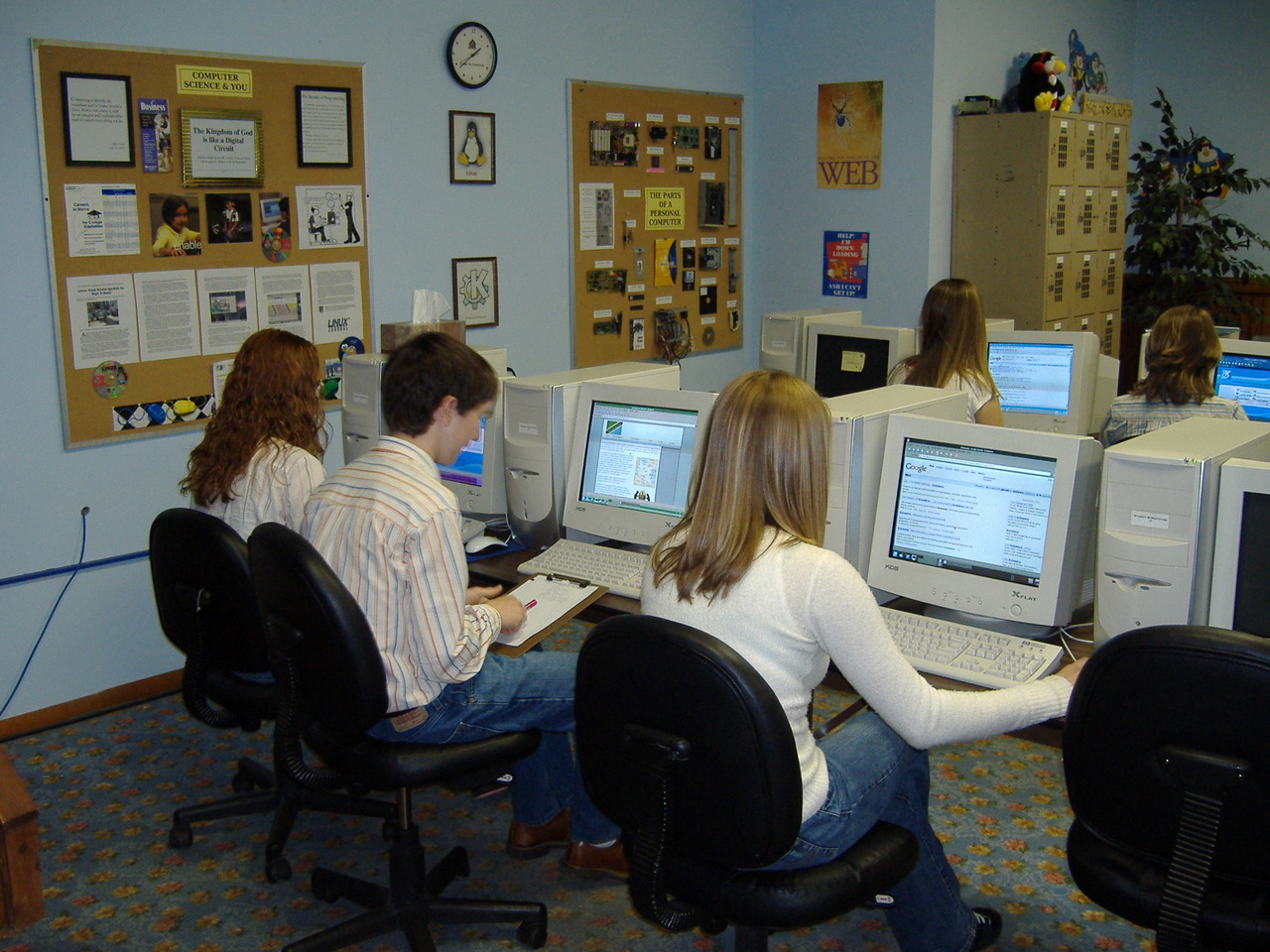
إستخدام الحواسيب في المدارس

الحاسوب في التعليم تقنية رقمية، تستخدم لتعزيز أو استكمال أو استبدال المناهج التعليمية التقليدية. ومع تزايد سهولة الوصول إلى أجهزة الحاسوب، وزيادة كفاءتها وقوتها، ازداد الطلب على هذه التقنية.

## أدوار الحاسوب في التعليم
1. إن استخدام الحاسوب كأحد أساليب تكنولوجيا التعليم يخدم أهداف تعزيز التعليم الذاتي مما يساعد المعلم في مراعاة الفروق الفردية، وبالتالي يؤدي إلى تحسين نوعية التعلم والتعليم.
2. يقوم الحاسوب بدور الوسائل التعليمية في تقديم الصور الشفافة والأفلام والتسجيلات الصوتية.
3. المقدرة على تحقيق الأهداف التعليمية الخاصة بالمهارات، كمهارات التعلم ومهارات استخدام الحاسب الآلي وحل المشكلات.
4. يجذب انتباه الطلبة. فهو وسيلة مشوقة تخرج الطالب من روتين الحفظ والتلقين إلى العمل انطلاقا من المثل الصيني القائل: ما أسمعه أنساه وما أراه أتذكره وما أعمله بيدي أتعلمه.
5. يخفف على المدرس ما يبذله من جهد ووقت في الأعمال التعليمية الروتينية مما يساعد المعلم في استثمار وقته وجهده في تخطيط مواقف وخبرات للتعلم تساهم في تنمية شخصيات التلاميذ في الجوانب الفكرية والاجتماعية.
6. إعداد البرامج التي تتفق وحاجة الطلاب بسهولة ويسر.
7. عرض المادة العلمية وتحديد نقاط ضعف الطلاب وإمكانية طرح الأنشطة العلاجية التي تتفق وحاجة الطلبة.
8. تقليل زمن التعلم وزيادة التحصيل.
9. تثبيت وتقريب المفاهيم العلمية للمتعلم
10. تساعد في جعل المعلومة أبقى أثراً
11. تساعد في تمثيل العالم الواقعي الذي يصعب توفيره..

## استخدام خدمات الإنترنت في التعليم
تعتبر الإنترنت أحد التقنيات التي يمكن استخدامها في التعليم العام بصفة عامة وهي عبارة عن شبكة ضخمة من أجهزة الحاسب الآلي المرتبطة ببعضها البعض والمنتشرة حول العالم. يشير العديد من الإنترنت في أن الإنترنت سوف تلعب دوراً كبيراً في تغيير الطريقة التعليمية المتعارف عليها في الوقت الحاضر، ولقد أشار المدير العام لشركة مايكروسوفت العالمية إلى أهمية الإنترنت في التعليم بقوله: إن طريق المعلومات السريع سوف يساعد على رفع المقاييس التعليمية لكل فرد في الأجيال القادمة، حيث يتيح ظهور طرائق جديدة في التدريس ومجالاً أوسع بكثير للاختيار.

## أسباب استخدام الإنترنت في التعليم
1. الإنترنت مثال واقعي للقدرة على الحصول على المعلومات من مختلف أنحاء العالم.
2. تُساعد الإنترنت على التعلم التعاوني الجماعي، نظراً لكثرة المعلومات المتوفرة عبر الإنترنت فإنه يصعب على الطالب البحث في كل القوائم لذا يمكن استخدام طريقة العمل الجماعي بين الطلاب، حيث يقوم كل طالب بالبحث في قائمة معينة ثم يجتمع الطلاب لمناقشة ما تم التوصل إليه.
3. تساعد الإنترنت على الاتصال بالعالم بأسرع وقت وبأقل تكلفة.

## مجالات استخدام الإنترنت في التعليم
1. يساعد الإنترنت على توفير أكثر من طريقة في التدريس ذلك أن الإنترنت هي بمثابة مكتبة كبيرة تتوفر فيها جميع الكتب سواءً كانت سهلة أو صعبة.
2. الاستفادة من البرامج التعليمية الموجودة على الإنترنت، الاستفادة من بعض الأفلام الوثائقية التي لها علاقة بالمنهاج.
3. الاطلاع على آخر الأبحاث العلمية والتربوية.

## استخدامات البريد الإلكتروني في التعليم
البريد الإلكتروني هو وسلة لتبادل الرسائل والوثائق باستخدام الحاسوب، ويعتقد كثير من الباحثين أن البريد الإلكتروني من أكثر خدمات الإنترنت استخداماً وذلك راجع إلى سهولة استخدامه. ويعزو (Eager, 1994) نمو الإنترنت بهذا السرعة إلى البريد الإلكتروني ويقول «لو لم يوجد البريد الإلكتروني لما وجدت الإنترنت». بل ويذهب البعض أبعد من ذلك ويقول من أن البريد الإلكتروني يعد السبب الأول لاشتراك كثير من الناس في الإنترنت. ويعد البريد الإلكتروني أفضل بديل عصري للرسائل البريدية الورقية ولأجهزة الفاكس. ولإرسال البريد الإلكتروني يجب أن تعرف عنوان المرسل إلية، وهذا العنوان يتركب من هوية المستخدم الذاتية، متبوعة بإشارة @ متبوعة بموقع حاسوب المرسل إليه.ويعتبر تعليم طلاب التعليم على استخدام البريد الإلكتروني الخطوة الأولى في استخدام الإنترنت في التعليم وقد ذكر بعض الباحثين أن استخدام الإنترنت تساعد الأستاذ في التعليم على استخدام ما يسمى بالقوائم البريدية للفصل الدراسي الواحد حيث يتيح للطلبة الحوار وتبادل الرسائل والمعلومات فيما بينهم. هذا وقد تساءل العديد من الباحثين حول الوقت الذي يحتاجه الشخص لتعلم البريد الإلكتروني وعن علاقة الوقت الذي أمضاه المتعلم بالفوائد التي سوف يجنيها فاستنتجوا ان«. حقاً كثير من الناس يستكثرون الوقت الذي يمضونه في تعلم البريد الإلكتروني لكنه استثمار حقيقي في الوقت والجهد والمال».